# Olympische Sommerspiele 2016/Segeln – 470er (Männer)
Die Segelregatta mit dem 470er der Männer bei den Olympischen Sommerspielen 2016 in Rio de Janeiro wurde vom 10. bis 18. August 2016 ausgetragen.

## Titelträger
| Olympiasieger | Mathew Belcher / Malcolm Page | London 2012    |
| Weltmeister   | William Ryan / Mathew Belcher | Santander 2014 |

## Zeitplan
| ● | Regatta | ● | Medal Race |

| Datum   | August  | August  | August  | August  | August  | August  | August  | August  | August  |
| Datum   | 10. Mi. | 11. Do. | 12. Fr. | 13. Sa. | 14. So. | 15. Mo. | 16. Di. | 17. Mi. | 18. Do. |
| ------- | ------- | ------- | ------- | ------- | ------- | ------- | ------- | ------- | ------- |
| Regatta | 1/2     | 3/4     | 5       | frei    | 6/7     | frei    | 8/9/10  | frei    | ●       |

## Ergebnisse
| - † = Streichergebnis - UFD = „U“ flag disqualification - BFD = „Black“ flag disqualification - RDG = Redress given (Anerkannte Abhilfe) - DNF = Did not finish (Rennen nicht beendet) - DSQ = Disqualifikation - OCS = On the course side of the starting line (Falsche Position bei Start) |

| Rang | Athleten                             | Nation             | Regatta | Regatta | Regatta   | Regatta  | Regatta | Regatta   | Regatta | Regatta | Regatta | Regatta  | Regatta | Punkte | Punkte                |
| Rang | Athleten                             | Nation             | I       | II      | III       | IV       | V       | VI        | VII     | VIII    | IX      | X        | MR      | Gesamt | Mit Streich- ergebnis |
| ---- | ------------------------------------ | ------------------ | ------- | ------- | --------- | -------- | ------- | --------- | ------- | ------- | ------- | -------- | ------- | ------ | --------------------- |
| 1    | Šime Fantela Igor Marenić            | Kroatien           | 1       | 2       | 4         | 1        | 3       | 3         | 4       | 8†      | 6       | 3        | 16      | 51     | 43                    |
| 2    | Mathew Belcher William Ryan          | Australien         | 8       | 1       | 3         | 3        | 2       | 8         | 10†     | 7       | 1       | 7        | 18      | 68     | 58                    |
| 3    | Panagiotis Mantis Pavlos Kagialis    | Griechenland       | 9       | 3       | 1         | 5        | 13†     | 9         | 5       | 2       | 2       | 2        | 20      | 71     | 58                    |
| 4    | Stuart McNay David Hughes            | Vereinigte Staaten | 10      | 7       | 8         | 13       | 4       | 7         | 6       | 1       | 11      | 14†      | 4       | 85     | 71                    |
| 5    | Luke Patience Chris Grube            | Großbritannien     | 21      | 5       | 5         | 6        | 1       | 27† (UFD) | 20      | 4       | 3       | 4        | 6       | 102    | 75                    |
| 6    | Anton Dahlberg Fredrik Bergström     | Schweden           | 22      | 8       | 2         | 4        | 8       | 27† (UFD) | 1       | 5       | 8       | 11       | 10      | 106    | 79                    |
| 7    | Sofian Bouvet Jérémie Mion           | Frankreich         | 6       | 6       | 10        | 2        | 6       | 6         | 14      | 9       | 20      | 22†      | 8       | 109    | 87                    |
| 8    | Matthias Schmid Florian Reichstädter | Österreich         | 3       | 9       | 6         | 9        | 16      | 2         | 13      | 14      | 17†     | 1        | 14      | 104    | 87                    |
| 9    | Yannick Brauchli Romuald Hausser     | Schweiz            | 11      | 4       | 19        | 7        | 10      | 10        | 8       | 22†     | 15      | 8        | 2       | 116    | 94                    |
| 10   | Paul Snow-Hansen Daniel Willcox      | Neuseeland         | 2       | 10      | 20        | 15       | 23†     | 5         | 2       | 13      | 10      | 15       | 12      | 127    | 104                   |
| 11   | Ferdinand Gerz Oliver Szymanski      | Deutschland        | 13      | 18      | 9         | 23       | 14      | 1         | 24†     | 6       | 4       | 6        | –       | 118    | 94                    |
| 12   | Jordi Xammar Joan Herp               | Spanien            | 4       | 16      | 14        | 10       | 9       | 22†       | 7       | 16      | 12      | 9        | –       | 119    | 97                    |
| 13   | Pawel Sosykin Denis Gribanow         | Russland           | 12      | 17      | 7         | 25†      | 5       | 21        | 18      | 3       | 16      | 18       | –       | 142    | 117                   |
| 14   | Deniz Çınar Ateş Çınar               | Türkei             | 14      | 19      | 8         | 12       | 7       | 15        | 12      | 18      | 21†     | 5        | –       | 141    | 120                   |
| 15   | Joonas Lindgren Niklas Lindgren      | Finnland           | 20      | 11      | 23        | 18       | 24†     | 19        | 3       | 10      | 9       | 10       | –       | 147    | 123                   |
| 16   | Lucas Calabrese Juan de la Fuente    | Argentinien        | 17      | 14      | 11        | 11       | 17†     | 12        | 15      | 17      | 5       | 27 (DNE) | –       | 146    | 129                   |
| 17   | Kazuto Doi Kimihiko Imamura          | Japan              | 15      | 21      | 16        | 16       | 15      | 16        | 22†     | 12      | 7       | 17       | –       | 157    | 135                   |
| 18   | Wang Wei Xu Zangjun                  | China              | 23†     | 12      | 13        | 22       | 19      | 11        | 19      | 15      | 19      | 12       | –       | 165    | 142                   |
| 19   | Kim Chang-ju Kim Ji-hoon             | Südkorea           | 5       | 25†     | 5         | 8        | 20      | 13        | 21      | 23      | 24      | 20       | –       | 171    | 146                   |
| 20   | Asenathi Jim Roger Hudson            | Südafrika          | 18      | 24†     | 15        | 14       | 11      | 18        | 11      | 20      | 18      | 23       | –       | 172    | 148                   |
| 21   | Eyal Levin Dan Froyliche             | Israel             | 7       | 15      | 17        | 21       | 21      | 20        | 16      | 19      | 22†     | 16       | –       | 174    | 152                   |
| 22   | Jacob Saunders Graeme Saunders       | Kanada             | 26†     | 20      | 22        | 19       | 12      | 14        | 17      | 21      | 13      | 21       | –       | 185    | 159                   |
| 23   | Henrique Haddad Bruno Amorim         | Brasilien          | 19      | 23      | 25        | 17       | 22      | 27† (UFD) | 9       | 11      | 14      | 27 (DSQ) | –       | 194    | 167                   |
| 24   | Andrés Ducasse Francisco Ducasse     | Chile              | 24      | 22      | 24        | 20       | 18      | 4         | 23      | 25†     | 23      | 12       | –       | 196    | 171                   |
| 25   | Borys Schwez Pawlo Mazujew           | Ukraine            | 16      | 13      | 21        | 24       | 25†     | 17        | 25      | 24      | 25      | 19       | –       | 209    | 184                   |
| 26   | Matias Montinho Paixão Afonso        | Angola             | 25      | 26      | 27† (DNF) | 27 (DNF) | 26      | 23        | 26      | 26      | 26      | 24       | –       | 256    | 229                   |